# Współczynnik oddechowy
Współczynnik oddechowy, RQ – stosunek objętości wydalanego CO2 do ilości pobranego tlenu.
WO = CO2 wydzielone / O2 zużyte
Współczynnik jest użyteczny ponieważ objętość zużytego tlenu i wydalonego dwutlenku węgla zależy od rodzaju metabolizowanej substancji. Mierząc WO można określić jakie substancje są źródłem energii danego organizmu. Dla cukrów prostych (glukoza) współczynnik oddechowy wynosi 1, lecz np. dla tłuszczów nasyconych (glicerol trójestrowy) wynosi 0,66. 
Wielkość współczynnika oddechowego zależeć będzie także od temperatury i od dostępności tlenu.
U ssaków w czasie embriogenezy współczynnik oddechowy zwiększa się znacznie w stadium wolnej blastocysty.